# Expo 2020
Expo 2020 (arabsky: إكسبو 2020‎) byla světová výstava, která se konala v letech 2021 až 2022 v Dubaji, největším městě Spojených arabských emirátů. Začala 1. října 2021 a skončila 31. března 2022. Původně se měla konat od 20. října 2020 do 10. dubna 2021, ale byla odložena z důvodu pandemie covidu-19 ve Spojených arabských emirátech. Navzdory odložení pořadatelé ponechali název Expo 2020.
Titul pořadatele udělil Dubaji Mezinárodní úřad pro výstavnictví 27. listopadu 2013 na zasedání v Paříži. Spojené arabské emiráty si vybraly téma "Connecting Minds, Creating the Future", což znamená propojování myslí, vytváření budoucnosti. Další dílčí témata byla udržitelnost, mobilita a příležitost. Jednalo se o první světovou výstavu pořádanou v regionu Středního východu, jižní Asie a Severní Afriky. Během šesti měsíců ji navštívilo na 24 milionů lidí. Vystavovalo zde 192 zemí. Poprvé v historii světové výstavy Expo měla každá země svůj vlastní pavilon, který byl umístěn podle zvoleného dílčího tématu, nikoli podle globální zeměpisné polohy.
Výstavy se zúčastnila také Česká republika, která měla pavilon v zóně udržitelnosti. Hlavním tématem a zároveň lákadlem se stal systém Solar Air Water Earth Resource (S.A.W.E.R.), který za využití solární energie vyráběl ze vzduchu vodu zavlažující zahradu v okolí pavilonu.

## Místo konání
Hlavním místem Expa 2020 byla oblast o rozloze 438 hektarů (1083 akrů) mezi městy Dubaj a Abu Dhabi, poblíž jižní hranice Dubaje s Abu Dhabi. Územní plán tvořilo hlavní náměstí zvané Al Wasl Plaza, ohraničené třemi velkými tematickými oblastmi. Každá oblast se věnovala jednomu z dílčích témat Expa – příležitost, mobilita a udržitelnost.

## Témata
Ústředním tématem Expa bylo „Connecting Minds, Creating the Future“ (propojování myslí, vytváření budoucnosti). Expo mělo také tři dílčí témata a každé bylo prezentováno v samostatném pavilonu:
- Příležitost: využití možností jednotlivců a komunit utvářet budoucnost.
- Mobilita: vytváření efektivnějšího pohybu osob, zboží a nápadů, fyzicky i virtuálně.
- Udržitelnost: respektování a život v rovnováze se světem, který obýváme, aby byla zajištěna udržitelná budoucnost pro všechny.

Součástí Expa byl také Program pro lidi a planetu (PPP) rozdělený do pěti hlavních okruhů
- Build Bridges (budování mostů – kulturní zaměření),
- Leave No One Behind (nikoho nenechat pozadu – zaměření na sociální rozvoj),
- Live in Balance (žít v rovnováze – zaměření na udržitelnost),
- Thrive Together (společně prosperovat – ekonomické zaměření)
- UAE Vision 2071 (vize SAE 2071), která se zaměřila na dlouhodobé plány SAE pro budoucnost

Na výstavišti bylo postaveno 192 pavilonů jednotlivých zemí, které představily jedinečnou architekturu a kulturu svých zemí. V tematických čtvrtích se nacházely prostory pro kulturní představení, umělecké instalace, zahrady a pavilony s interaktivními výstavami.

## Expo City Dubai

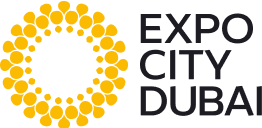

Stěžejním záměrem projektu Expo 2020 bylo od počátku vytvoření odkazu udržitelnosti. Díky integraci různých technik a technologií napříč odvětvími chtělo být Expo v Dubaji jednou z nejekologičtějších světových výstav vůbec a nastavit nové měřítko pro budoucí světové výstavy. Více než 80 % infrastruktury Expa může po šestiměsíčním trvání výstavy sloužit pro dlouhodobé použití a v rámci developerského projektu se přebuduje v inteligentní město zaměřené na člověka – Expo City Dubai, dříve označované jako District 2020. Odkaz inovací, které Expo přineslo světu, bude dál žít v této nové čtvrti, která hostila 85 začínajících a malých podniků z téměř 30 zemí. V areálu zůstane zachováno 123 původních staveb a budov Expa a celkem 260 000 metrů čtverečních přestavěných budov poskytne domovy a kanceláře až pro 145 000 lidí a přibudou dvě nemocnice a škola. Čtvrť bude mít dobré silniční spojení se zbytkem města a země a nachází se v blízkosti mezinárodního letiště Al Maktoum. Stanice metra Expo 2020 bude přejmenována na Expo City.

## Soutěž pořadatelů
Následující města podala žádost na BIO pro pořádání EXPO 2020:
- Izmir, Turecko[8][9]
- Jekatěrinburg, Rusko[10][11]
- São Paulo, Brazílie[12][13]
- Dubaj, Spojené arabské emiráty[14]

São Paulo bylo vyřazeno ze soutěže po prvním kole hlasování. Smyrna byla vyřazena ve druhém. Jekatěrinburg prohrál s Dubají třetí a poslední kolo hlasování.

## Přípravy
Když bylo oznámeno, že Dubaj vyhrála soutěž pro pořádání EXPA, slavnostně se odpálil obrovský ohňostroj z budovy Burdž Chalífa.
Díky této události mělo vzniknout v Dubaji přibližně 200 000 nových pracovních míst, měl se posílit turismus, na počest výstavy se měla postavit věž Burj 2020 nebo Dubai Tower. Kvůli pandemii koronaviru developer Emaar pozastavil všechny stavební projekty a nová věž v roce pořádání výstavy nebyla postavena. Plán dostavení věže zatím nebyl stanoven.
Akce se měla uskutečnit od 20. října 2020 do 10. dubna 2021. Kvůli celosvětové pandemii koronaviru byla přesunuta na rok 2021.

## Pavilony
Pavilony na Expo 2020 se dělily na 4 typy:
- Národní pavilony – každý stát, který se Expa účastnil, měl vlastní.
- Pavilony partnerů – pavilony určené pro soukromé společnosti a jejich prezentace.
- Pavilony pro organizace – pavilony, ve kterých mohly mezinárodní organizace prezentovat svou práci.
- Speciální pavilony – pavilony, které spravoval samotný pořadatel a obsahují různé výukové výstavy.

### Národní pavilony

#### Austrálie
Australský pavilon měl ukázat historii australských kmenů a upozornit na ohrožení mnoha unikátních druhů rostlin a živočichů, které se jinde než v Austrálii nevyskytují.

#### Bahrajn
Bahrajnský pavilon měl ukázat moderní architekturu a její propojení s technologiemi. V podzemní části pavilonu se nachází supermoderní laboratoř.

#### Bělorusko
Hlavním exponátem byl Strom mysli (anglicky Tree of mind). V pavilonu probíhají také představení typických tanců, písní a krojů.

#### Belgie
V pavilonu se nacházela výstava, která popisuje budoucnost Belgie do roku 2050. Pavilon také připomíná Expo 1958, která se konala v Bruselu.

#### Brazílie
Brazilský pavilon měl ukázat jak biodiverzitu deštných pralesů a poukázat na jejich zranitelnost, tak i na kulturu původních kmenů.

#### Česko
Na návštěvníky pavilonu České republiky čekal jeho středobod S.A.W.E.R, který vytváří úrodnou půdu v pustých podmínkách pouště extrakcí vodní páry ze vzduchu. V pavilonu byla také rozsáhlá sklářská instalace a nechyběla ani restaurace s českou kuchyní a zasedací místnost. Téma pavilonu bylo „Český pramen“ (anglicky "Czech Spring") a zaměřoval se na udržitelnost.

#### Čína
Čínský pavilon byl jedním z největších na Expo 2020. Měl kombinovat čínskou a západní kulturu.

#### Egypt
Egyptský pavilon měl za úkol propojit bohatou historii s budoucností turistiky, komunikace a výuky.

#### Filipíny
Ve filipínském pavilonu se nacházela výstava o korálovém útesu Bangkóta a jeho ochraně a ohrožení.

#### Finsko
Pavilon měl ukázat, jak důležitá je světová sněhová pokrývka pro člověka i přírodu.

#### Francie
U vstupu do pavilonu se nacházel zmenšený model Světové výstavy v Paříži 1889, včetně Eiffelovy věže. Pavilon byl 21 metrů vysoký, díky čemuž nabízí unikátní výjev výhled na celý areál. Celkem jej pokrývalo 2500 metrů čtverečních solárních panelů. Cílem pavilonu a výstav v něm bylo navrhnout řešení globálního oteplování pomocí moderních technologií.

#### Estonsko
Estonský pavilon se zaměřoval na digitalizaci a její vliv na každodenní život. Také ukazoval estonskou kulturu a typické produkty.

#### Irsko
V pavilonu se nacházely výstavy popisující irskou kulturu a historii.

#### Itálie
V italském pavilonu se nacházely výstavy popisující budoucnost vyučování, obchodu a udržitelné ekonomiky.

#### Japonsko
V japonském pavilonu se nacházely restaurace, která podává typická jídla japonské kuchyně. Jedna z výstav popisuje historii a kulturu Japonska.

#### Lucembursko
Výstava lucemburského pavilonu se snažila najít způsob, jak co nejlépe propojit člověka, ekonomiku a přírodu.

#### Kanada
V pavilonu byly výstavy o historii, současnosti i budoucnosti Kanady.

#### Německo
Německý pavilon měl za cíl ukázat, jak důležitá je spolupráce pro řešení klimatické krize. Výstavy v pavilonu byly zaměřeny na děti a popisují význam německých inovací v zábavním průmyslu. Jedna z výstav ukazovala i to, jak se jednotlivé spolkové země staví ke změnám klimatu a boji proti nim. Pavilon byl navržen tak, aby byl obklopen zelení. Celková rozloha německého pavilonu byla 4,38 kilometru čtverečního.

#### Nizozemsko
V pavilonu se nacházel malý simulovaný ekosystém, který má ukázat, jak udržitelně vypěstovat dostatek potravin pro celou populaci.

#### Nový Zéland
V novozélandském pavilonu se nacházela výstava o maorské teorii kaitiakitanga.

#### Norsko
Výstava, která se v pavilonu nacházela, popisuje ochranu oceánů.

#### Peru
Výstava v pavilonu popisovala unikátní biodiverzitu patagonského pralesa.

#### Polsko
Speciálně tvarovaný pavilon měl ukázat ohromnou podzimní migraci ptáků z Polska do Arábie, která každoročně probíhá.

#### Portugalsko
V portugalském pavilonu se nacházela výstava o kultuře a geografii Portugalska.

#### Rumunsko
V rumunském pavilonu se nacházela výstavy o rumunské přírodě a její ochraně. Jedna z výstav se týká také minerálních vod.

#### Rusko
V pavilonu se nacházela výstava o ochraně přírody v národním i světovém měřítku.

#### Saúdská Arábie
Výstava v podniku pavilonu měla za cíl najít kompromis mezi ochranou přírody a rozvojem ekonomiky a životní úrovně pomocí moderních technologií.

#### Srbsko
Celý pavilon byl upraven tak, aby se v něm dalo procházet ve virtuální realitě. Díky speciálním brýlím mohli návštěvníci obdivovat krásy srbské přírody a kultury.

#### Singapur
Singapurský pavilon byl postaven tak, aby měl nulové emise.

#### Slovinsko
Výstavy v podnikání pavilonu popisovaly kulturu a přírodu Slovinska.

#### Spojené státy americké
Výstava v americkém pavilonu měla ukázat, jak je v moderním světě důležitá svoboda. Součástí pavilonu jsou i výstavy o světových výstavách konaných v USA. Celým pavilonem vedl pohyblivý chodník. V pavilonu se nacházela kopie pochodně, kterou drží socha Svobody v New Yorku v životní velikosti. Nalezneme zde také výstavu věnovanou americkým inovacím, například vynálezu telefonu, žárovky nebo internetu. Další výstava se věnovala budoucnosti americké vědy a výzkumu vesmíru. Další dvě výstavy se věnovaly americké kultuře a místopisu. 

#### Španělsko
Španělský pavilon měl být vzorem pro budoucí budovy, které budou ekologické a zároveň funkční. Tématu udržitelných staveb se věnuje i výstava uvnitř.

#### Švédsko
Dřevěný švédský pavilon měl být vzorem udržitelných budov budoucnosti.

#### Švýcarsko
Výstava švýcarského pavilonu popisovala různorodost Švýcarska - od vysokých hor až po moderní velkoměsta. Výstava v pavilonu popisovala Švýcarsko jako zemi hrdou na své tradice a zároveň velice inovativní. V pavilonu se nacházela hlavní výstava o Švýcarsku, výstava o nakládání s odpady, dočasné výstavy o partnerech švýcarského pavilonu, restaurace podávající švýcarské speciality a kavárna Lindt & Sprüngli. Plocha pavilonu byla 4500 metrů čtverečních a 70 % materiálů použitých na stavbu je recyklovaných.

#### Velká Británie
Britský pavilon si kadl za cíl ukázat, jak se lze vypořádat se změnami klimatu pomocí moderních technologií. V pavilonu se nacházela také restaurace 1851, která připomíná první světovou výstavu konanou v Londýně. Výstavy na expo ukazovaly vliv Velké Británie na vědecký, technologický, ekonomický a sociální pokrok.

#### Vietnam
Výstavy ve vietnamském pavilonu popisovaly kulturu, historii a tradice této asijské země.

## Galerie

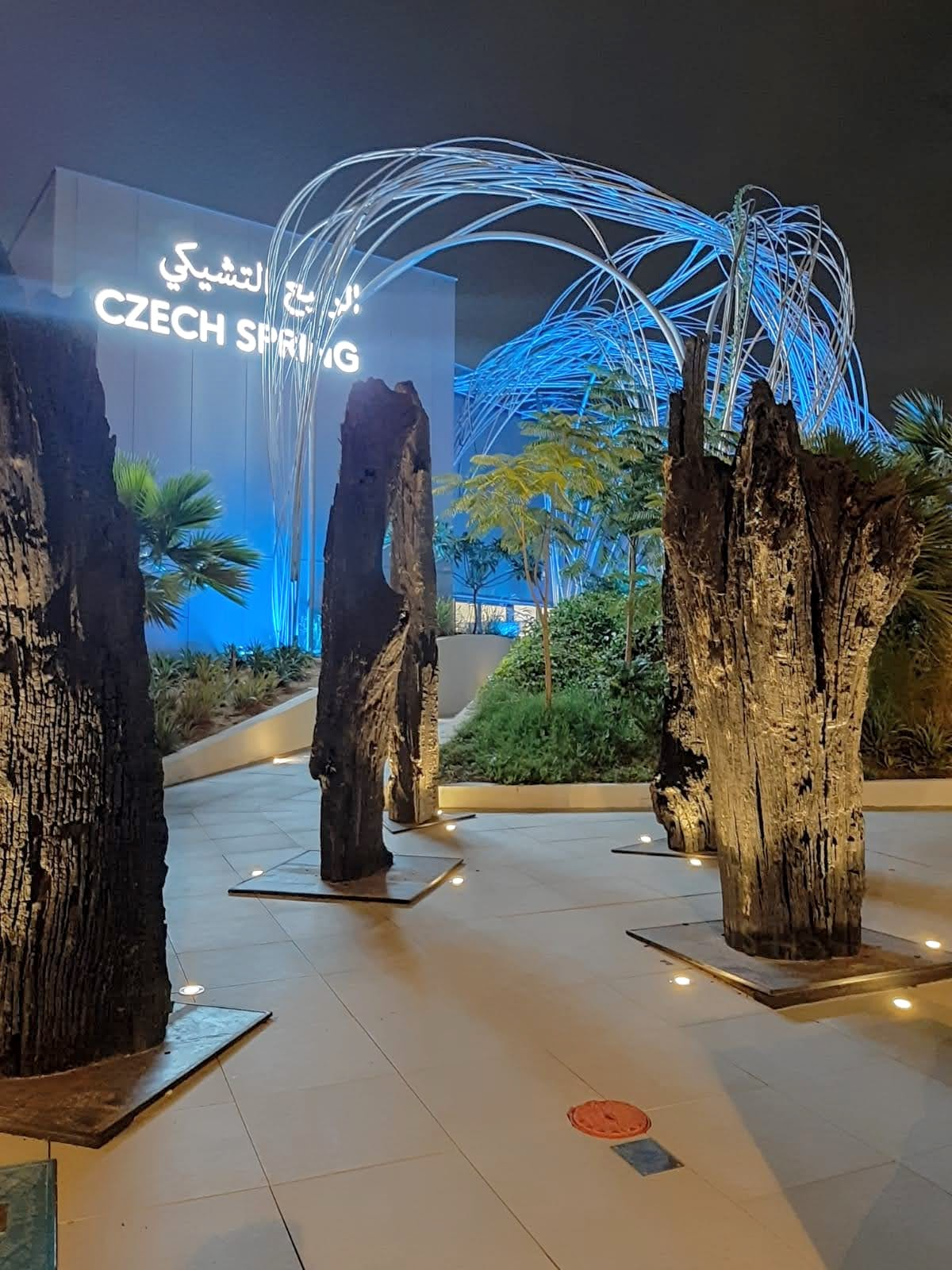
Český pavilon
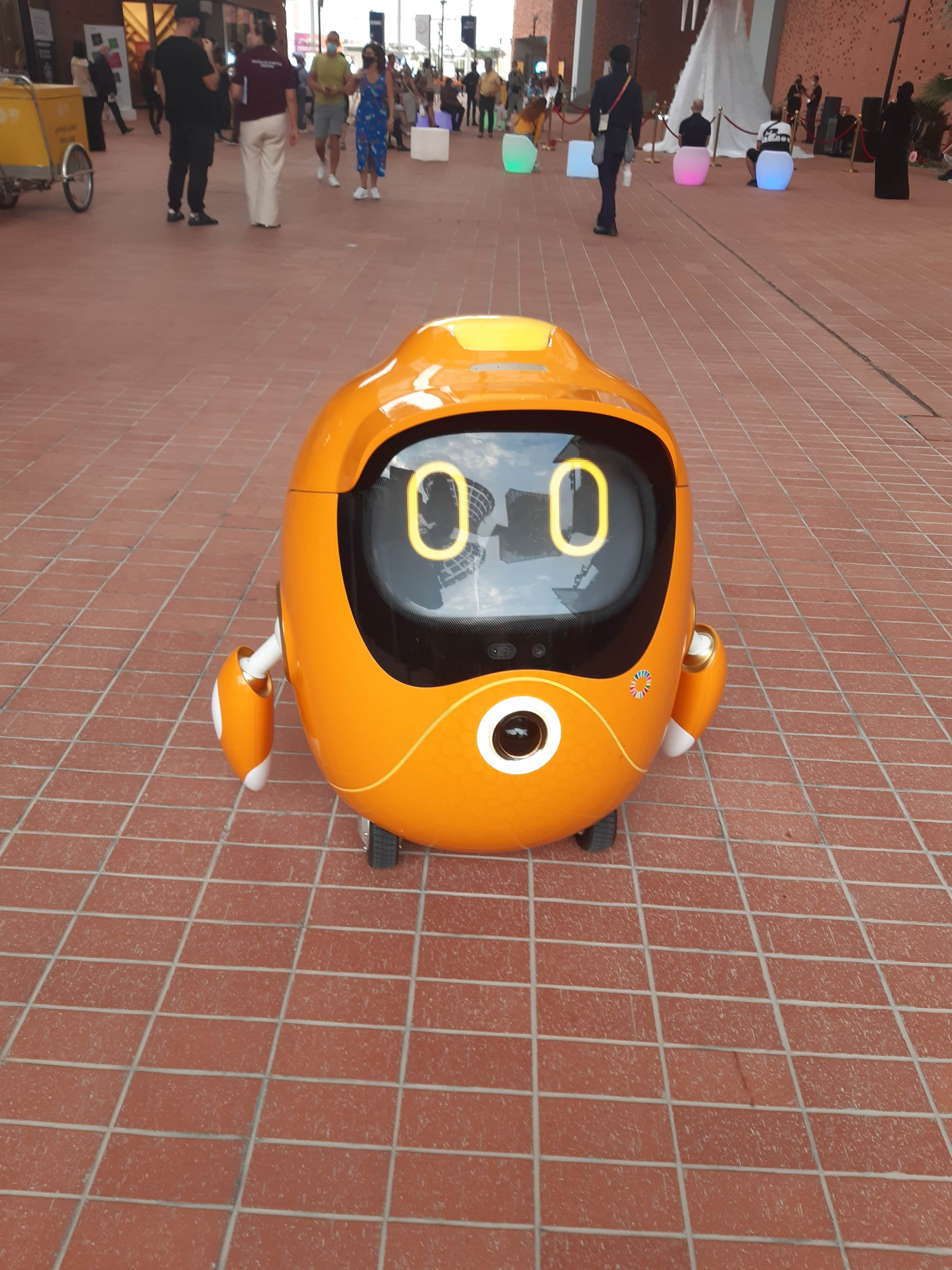
Informační robot